# Хофман, Альбрехт
Альбрехт Вернер Хофман (нем. Albrecht Werner Hofmann; род. 11 марта 1939, Цайц, Германия) — немецкий геохимик, исследователь эволюции внутреннего строения Земли.
Эмерит Max-Planck-Institut für Chemie в Майнце и приглашённый учёный Lamont–Doherty Earth Observatory (США), иностранный член Национальной академии наук США (1999) и Лондонского королевского общества (2018).

## Биография
Обучался геологии и геохимии в университетах США (Университет Дьюка, 1958—59; Брауновский университет, 1962—68) и Германии (Фрайбургский университет, 1959—62), получил степени магистра наук (1965) и доктора философии по геохимии (1968). В 1968—70 гг. — ассистент лаборатории в Гейдельберге. В 1970—72 гг. — фелло-постдок в лаборатории Института Карнеги в Вашингтоне, затем его научный сотрудник в 1972—80 гг. В 1980—2007 гг. директор новосозданного отдела геохимии Max-Planck-Institut für Chemie в Майнце и в 1989—91 и 98—2000 гг. — управляющий директор этого института. С 1987 года — адъюнкт-профессор Майнцского университета.
Соорганизатор двух конференций Гольдшмидта (Goldschmidt conference) — в 1996 и 2006 годах.
Фелло Американского геофизического союза (1994), European Association of Geochemistry (1996), Геохимического общества (1996), Геологического общества Америки (1999).
Женат, двое детей.

## Награды и отличия
- Jaeger-Hales Lecturer, Австралийский национальный университет (1987)
- Sherman-Fairchild Scholarship Калтеха (1995)
- Премия Гумбольдта одноимённого фонда (1996)
- Медаль В. М. Гольдшмидта (1996), высшее отличие Геохимического общества
- Harry H. Hess Medal[нем.] Американского геофизического союза (2001)
- Назван ISI в числе самых цитируемых учёных в области геонаук (2003)
- Horace Mann Medal, Брауновский университет (2011)
- Urey Medal[англ.], European Association of Geochemistry (2015)
- Abraham-Gottlob-Werner-Medaille[нем.], DMG (2015)

Кавалер французского ордена Академических пальм (1994).